# McKinley (Minnesota)
McKinley – miasto w Stanach Zjednoczonych, w stanie Minnesota, w hrabstwie St. Louis.